# گوستا لیلهوک
گوستا لیلهوک (انگلیسی: Gösta Lilliehöök; ۲۵ مهٔ ۱۸۸۴ – ۱۸ نوامبر ۱۹۷۴) ورزشکار پنج‌گانه مدرن اهل سوئد بود.
وی در مسابقات کشوری و بین‌المللی در مجموع برندهٔ ۱ مدال طلا شده‌است.